# بيتر جراف
بيتر جراف (بالألمانية: Peter Graf)‏ هو رسام ألماني، ولد في 1937 في كريميتشاو في ألمانيا.